# Збройні сили Хорватії
Збройні сили Республіки Хорватії (скорочено ЗС РХ, хорв. Oružane snage Republike Hrvatske) — це офіційна назва військового формування Республіки Хорватії, покликаного охороняти її суверенітет і незалежність та захищати її територіальну цілісність. Поряд з цим своїм головним завданням Збройні сили Республіки Хорватії беруть участь у міжнародних мирних, гуманітарних та інших операціях і місіях, виконують визначені завдання в обставинах безпосередньої загрози та надають допомогу установам цивільної влади та громадянам у випадку стихійних лих та техногенних і екологічних катастроф.
1 квітня 2009 року Хорватія вступила в блок НАТО.

## Чисельність
Загальна кількість військовослужбовців дійсної служби (професійна армія) налічує 20 000.
Чисельність резерву — 12 000, з яких 6 000 перебувають у повній бойовій готовності. Теоретично придатні до військової служби чоловіки у віці 15-49 років становлять 1 035 712, з них фактично придатних до військової служби — 771 323.

## Структура

Структура хорватських збройних сил 2009 р. (click to enlarge)

Збройні сили Хорватії складаються з трьох видів: Хорватська армія (Hrvatska kopnena vojska), Хорватський військово-морський флот (Hrvatska ratna mornarica), Хорватські військово-повітряні сили та протиповітряна оборона (Hrvatsko ratno zrakoplovstvo i protuzračna obrana). 
Хорватські збройні сили готові та навчені для проведення всіх форм збройної боротьби та мають деякі відмінності у структурі в мирний та воєнний час. Склад Збройних Сил в мирний час охоплює військовослужбовців, державних службовців та працівників призначених на штатні посади в Збройні Сили, курсантів, новобранців та воїнів запасу, коли останні перебувають на військових навчаннях у Збройних Силах. Склад війська у воєнний час включає, крім структури мирного часу, також усіх воїнів запасу Збройних сил.
Нинішня організаційна структура ЗС Хорватії з 2008 р. ґрунтується на Довгостроковому плані розвитку ЗС РХ і вона включає Генеральний штаб зі штабними підрозділами, командування родів хорватських сухопутних військ, військово-морського флоту та військово-повітряних сил і протиповітряної оборони, командування сил підтримки та Військову академію ім. Петара Зринського. Раніший устрій ЗС РХ базувався насамперед на концепції індивідуальної оборони та спрямовувався на побудову і підтримання здатності до оборони території країни та був розроблений на досвіді Вітчизняної війни. Теперішню структуру пристосовано до нових завдань, які поставлено перед Збройними Силами в стратегічних документах оборони.

### Генеральний штаб ЗС РХ
Генеральний штаб — це спільний орган у рамках Міністерства оборони Республіки Хорватії, що відповідає за розвиток, організацію, оснащення, вишкіл і діяльність першого стратегічного ешелону (регулярні війська) та другого стратегічного ешелону (резерв). Начальник Генерального штабу у мирний час відповідає перед Верховним головнокомандувачем за План застосування Збройних Сил і військові елементи боєготовності та є підзвітним міністру оборони щодо виконання наказів. Начальником Генерального штабу Збройних сил з 2003 р. був Йосип Луцич, якого обрано на другий п'ятирічний строк 28 лютого 2008 р.
Штабні підрозділи Генштабу ЗС РХ виконують завдання на задоволення потреб всієї сукупності хорватських збройних сил і включають Батальйон почесної варти, Батальйон спецпризначення та Центр електронної розвідки.

### Сухопутні війська

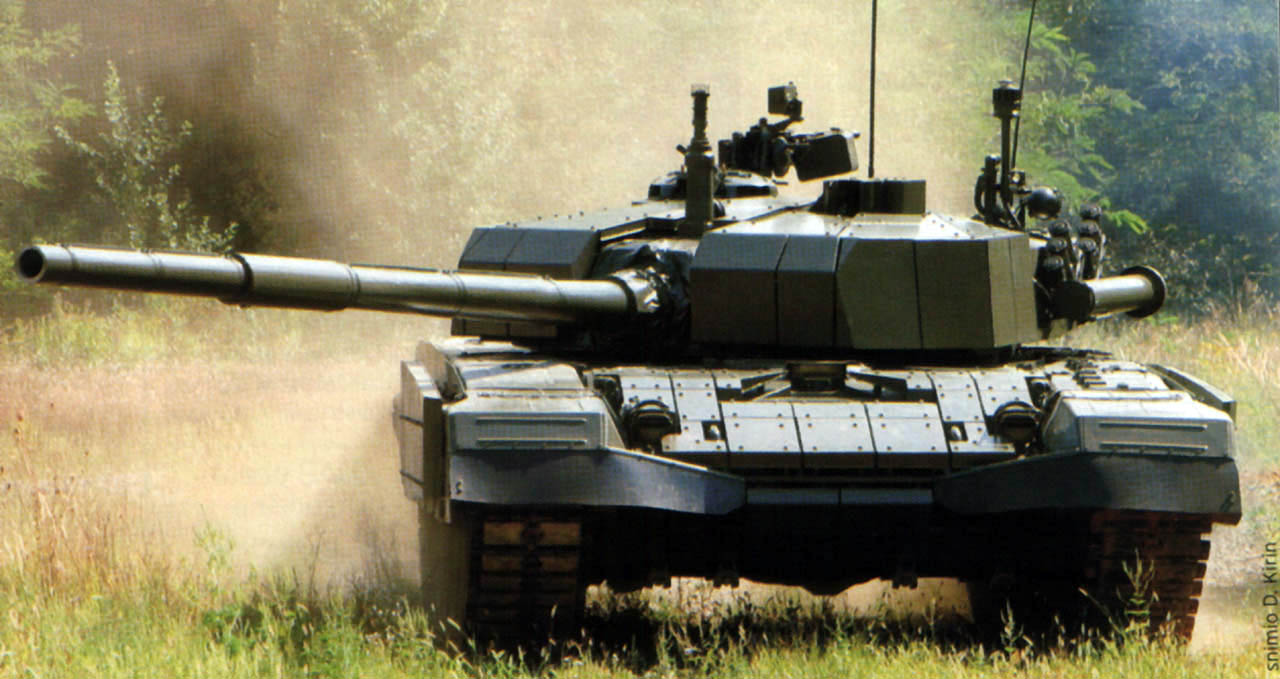
Танк М-95 Degman

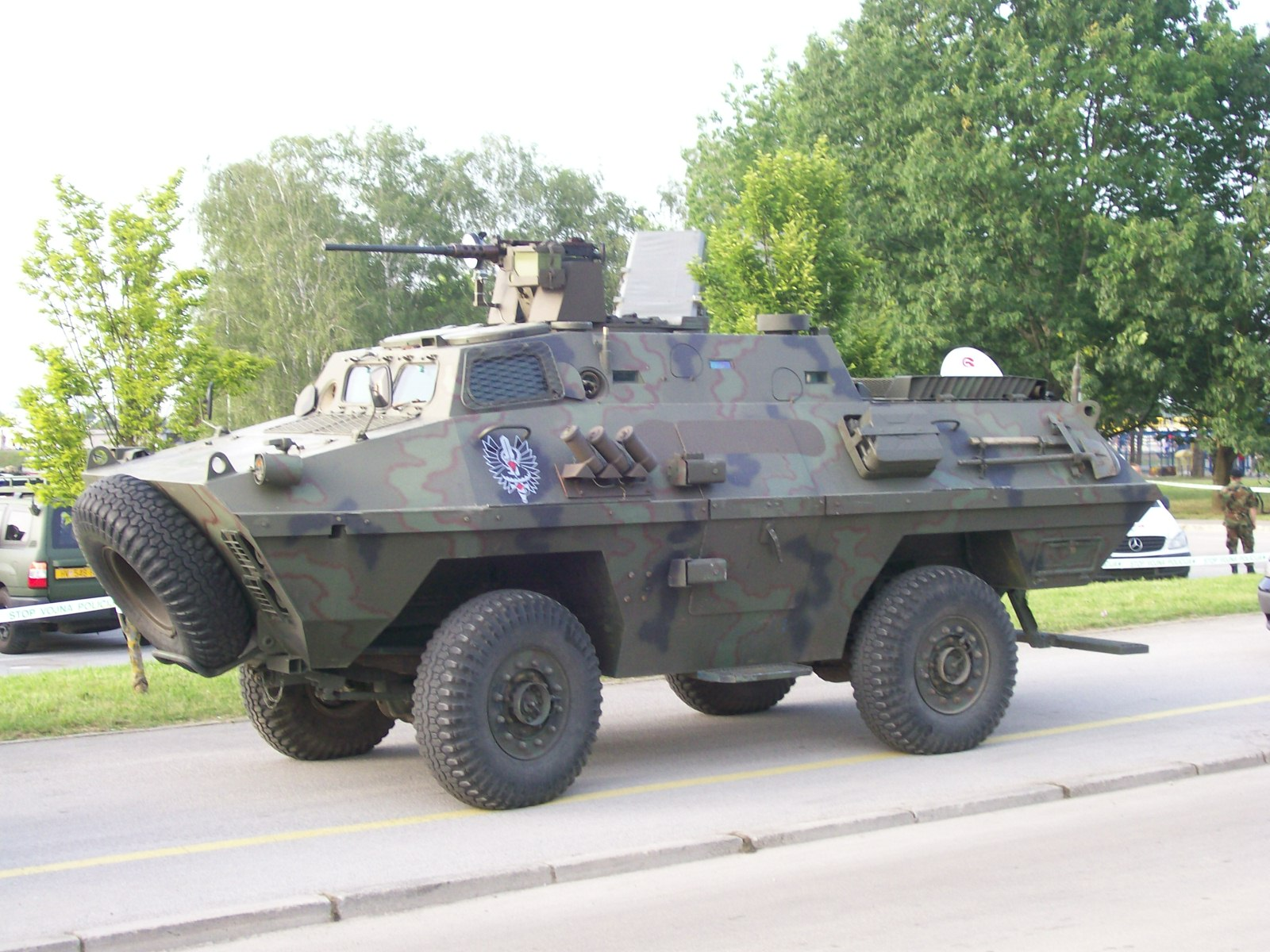
БРДМ батальйону спецпризначення

### Командування сил підтримки
Це найважливіша частина системи матеріально-технічного забезпечення, яка несе відповідальність за здійснення матеріально-технічної, медико-санітарної та частково кадрової підтримки Збройних Сил.
Крім командування сил підтримки, систему матеріально-технічного забезпечення ЗС РХ складають і інші елементи та підрозділи тилового забезпечення у видах, командуваннях, частинах та установах ЗС РХ.

### ВПС і ППО

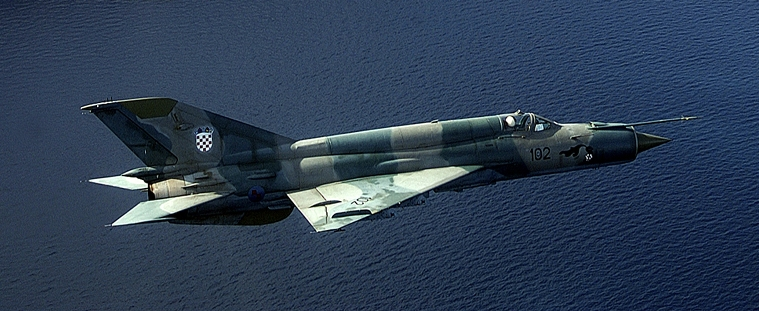
Надзвуковий винищувач МіГ-21

Головне завдання ВПС і ППО — забезпечення недоторканності хорватського повітряного простору та надання авіаційної підтримки іншим видам Збройних сил при виконанні їхніх завдань у спільних операціях. Провідник і організатор інтегрованої ППО Республіки.
Місцеперебування командування ВПС і ППО — столиця Загреб.

### ВМС

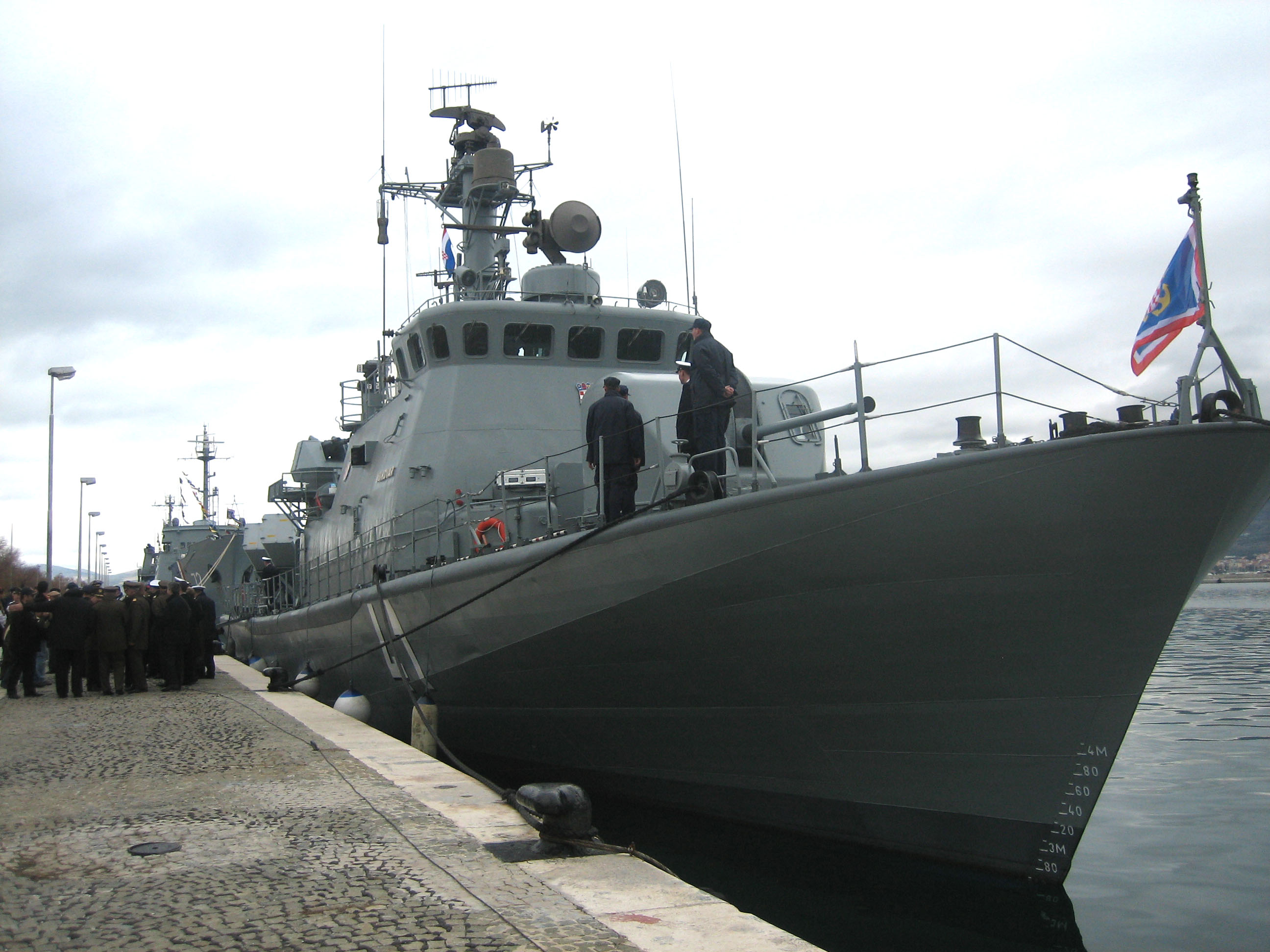
Ракетний катер RTOP-41 Vukovar

Командування хорватських військово-морських сил дислоковано у Спліті.
Крім завдань захисту цілісності та суверенітету держави, охорони та оборони хорватського узбережжя та територіальних вод, військово-морські сили залучаються до пошуково-рятувальних операцій, охорони морських перевезень, недопущення кримінальної та іншої незаконної діяльності в судноплавстві, охорони природних багатств та навколишнього середовища, надання допомоги в гасінні великих пожеж та в ліквідації наслідків інших природних і техногенних катастроф.
У 2008 році в складі ВМС створено Берегову охорону Республіки Хорватії. 

## Верховне командування
Верховним Головнокомандувачем хорватських збройних сил у мирний і воєнний час є Президент Республіки. Головнокомандувач затверджує організацію хорватських збройних сил на пропозицію начальника Генерального штабу за згодою міністра оборони.
У мирний час Верховний Головнокомандувач здійснює своє командування через міністра оборони. На війні і в тих випадках, коли Міністр оборони не виконує наказів, Верховний Головнокомандувач здійснює командування безпосередньо через начальника Генерального штабу.
Хорватський Сабор здійснює демократичний контроль над збройними силами, ухвалюючи оборонну стратегію, оборонний бюджет і оборонне законодавство.

## Історія
Збройні сили Хорватії беруть свій початок від Національної гвардії 3 листопада 1991 року.
У другій половині 1990 р. зароджуються хорватські військові частини — Добровольчі молодіжні підрозділи, а потім і Народна охорона (влітку 1991 року 90 000 осіб, здебільшого неозброєні). Наприкінці весни 1991 року створюються перші військові підрозділи Національної гвардії, заснованої 20 квітня 1991 р. Указом Президента республіки, що з правових і політичних причин формально підлягала Міністерству внутрішніх справ. На додачу до структур і підрозділів, створених державою, існували й партійні військові організації або їхні зародки. Хорватська партія права організувала свої збройні загони — Хорватські оборонні сили (ХОС), озброєні в приватному порядку, відносно добре навчені та підготовлені в плані тактики та розгорнуті на найважливіших ділянках фронту. Партія демократичних змін (реформовані комуністи, СДП) в Істрії, Примор'ї і Далмації озброювали своїх активістів, так само як і керівна Хорватська демократична співдружність в інших частинах Хорватії. Існували також добровольчі війська під контролем місцевих можновладців. Подекуди було небезуспішно відновлено систему ТО (наприклад, у Загребі).
Система командування та управління була спочатку вкрай заплутана, а обов'язки — розпливчастими й неясними. На місцях діяло часто кілька різних підрозділів, які, хоч і належали номінально до тієї самої організації, часто-густо не мали спільного вищого командування.
Основними завданнями Хорватської національної гвардії (пізніше ЗС РХ) була протидія проникненню югославської армії та інших ворожих сил на головних напрямах, оборона міст і життєво важливих областей та здобуття казарм ЮНА у власному тилу. Ці завдання починають повніше і системніше здійснюватися тільки після того, як у вересні, згідно з новим законом «Про оборону», збройні сили зведено в єдину хорватську армію (ЗС РХ), а 21 вересня 1991 р. засновується Генеральний штаб на чолі з генералом Антоном Тусом. Тоді починається системніша мобілізація резерву та організація підрозділів, командувань та установ, а також планове застосування військ.
1 жовтня 1991 р. формуються великі військово-територіальні командування (операційні зони) з центрами в Осієку, Б'єловарі, Загребі, Карловаці, Рієці та Спліті. Їм підпорядковувались оперативні групи, які командували окремими напрямками та територіями. Основними й разом з тим найбільшими тактичними підрозділами були піхотні бригади (професійні та резервні), при цьому формуються і бригади та батальйони інших родів військ. До кінця року було створено і розвинено 63 бригади.
8 вересня 2000 року створено батальйон спеціальних операцій (хорв. Bojna za specijalna djelovanja, скорочено BSD).

## Засади діяльності

### Поточні цілі
Республіка Хорватія розвиває свої збройні сили у напрямку оперативної та функціональної сумісності з військами НАТО, надаючи їм гнучкості, здатності до швидкого розгортання, дієвості та сучасного оснащення відповідно до наявних ресурсів.

### Принцип набору
Громадяни чоловічої статі більше не підлягають обов'язковому несенню військової служби з 1 січня 2008 р. Однак, військовослужбовців останнього призову 2007 р. теж було позбавлено обов'язкової служби наказом тодішнього міністра оборони Берислава Рончевича. .

## Закордонні постачальники зброї
Хорватія закуповує продукцію військової промисловості з таких країн:

 Швеція,  Швейцарія,  Італія,  Фінляндія,  США

 Канада,  Норвегія,  Ізраїль,  Німеччина

## Галерея

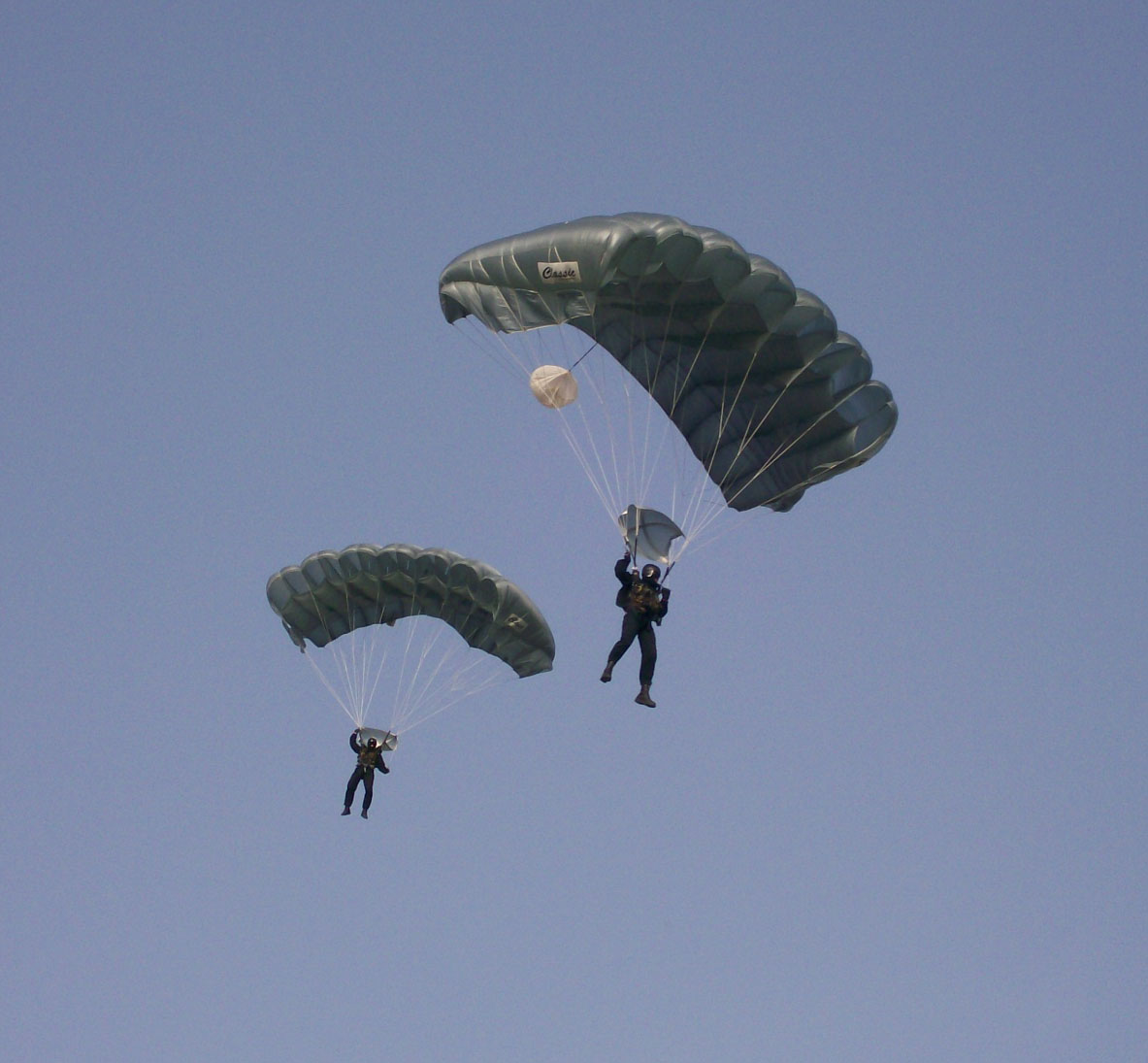
Спецпризначенці
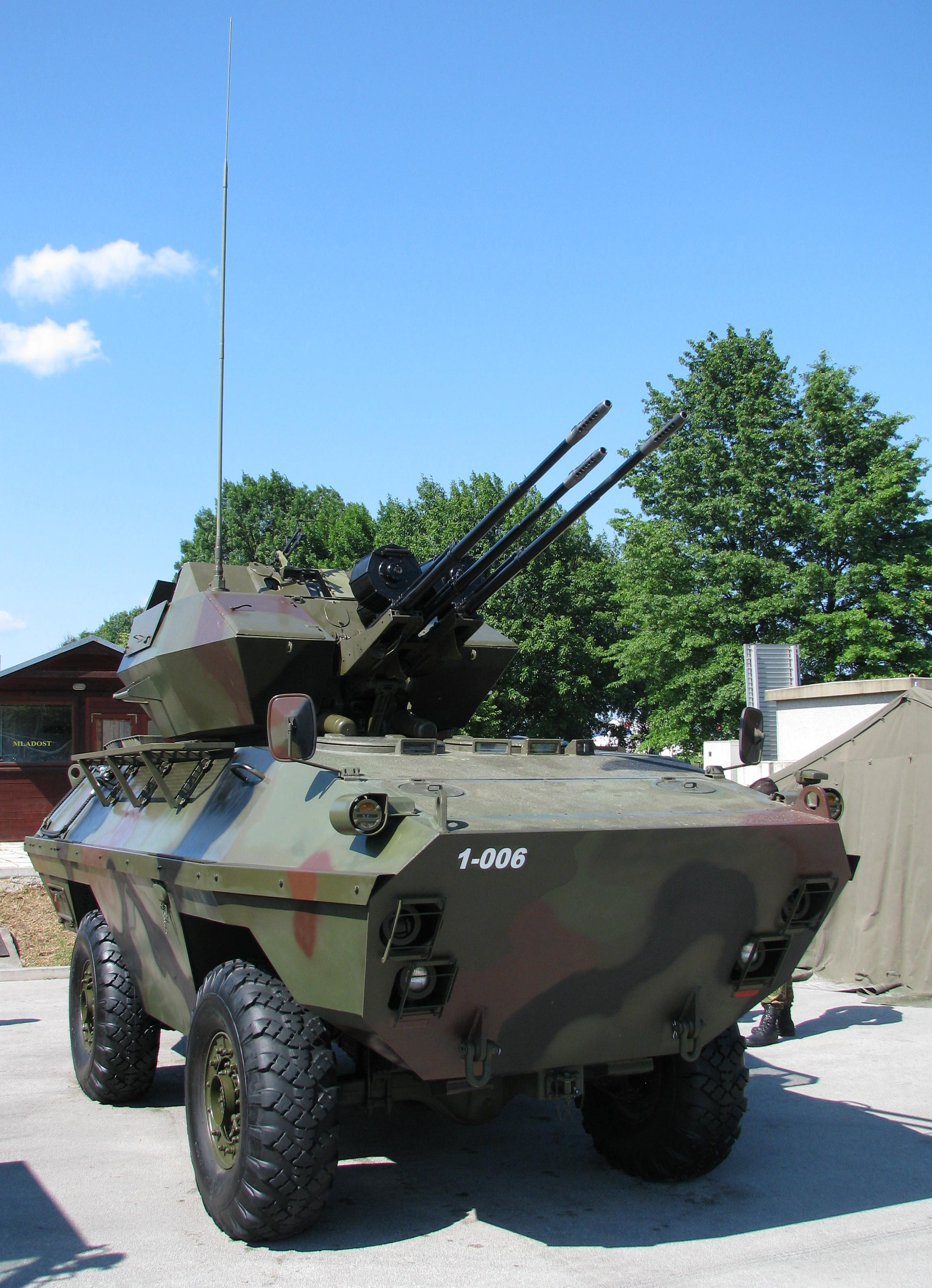
BOV-3
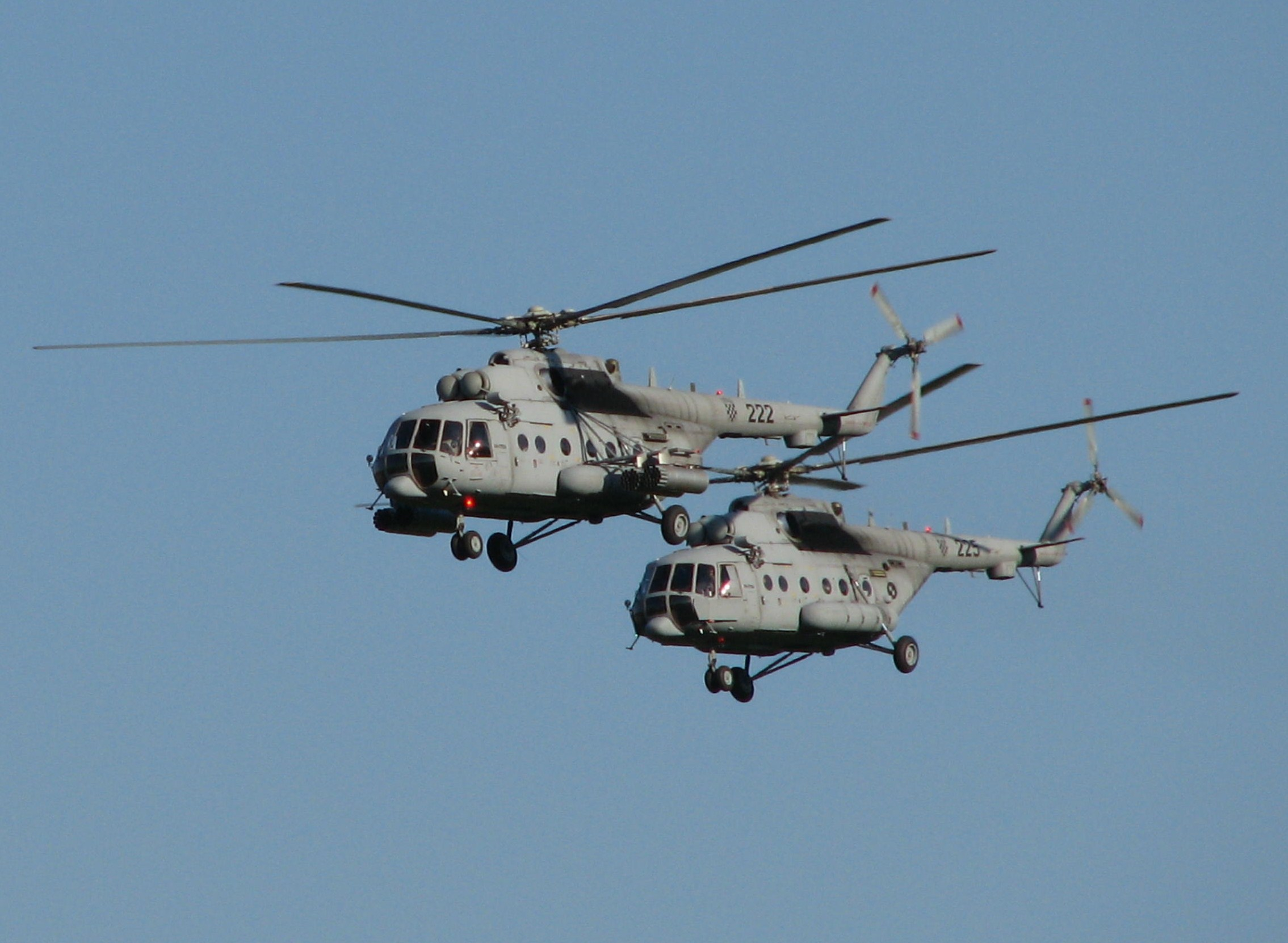
Mi-171Sh
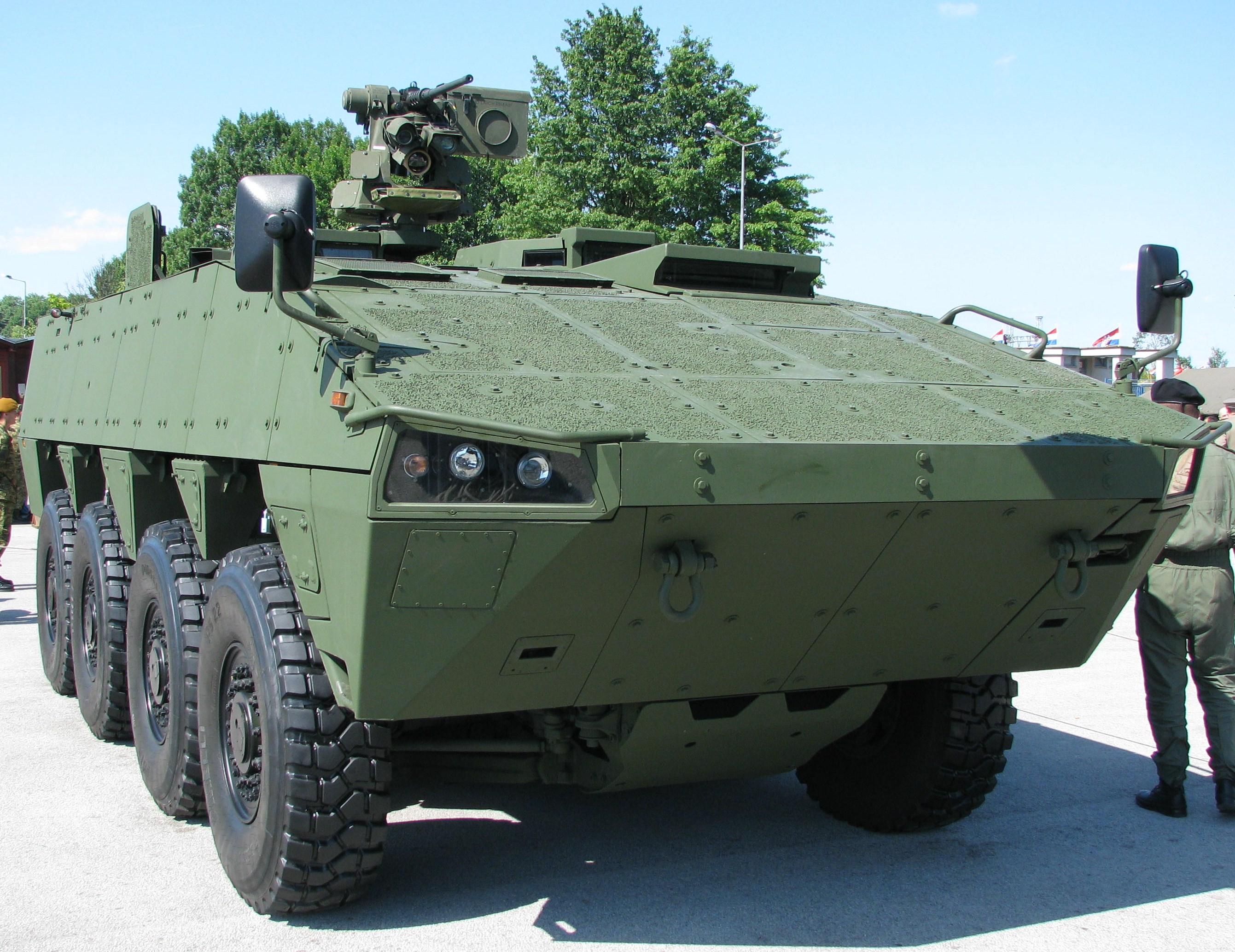
Patria AMV
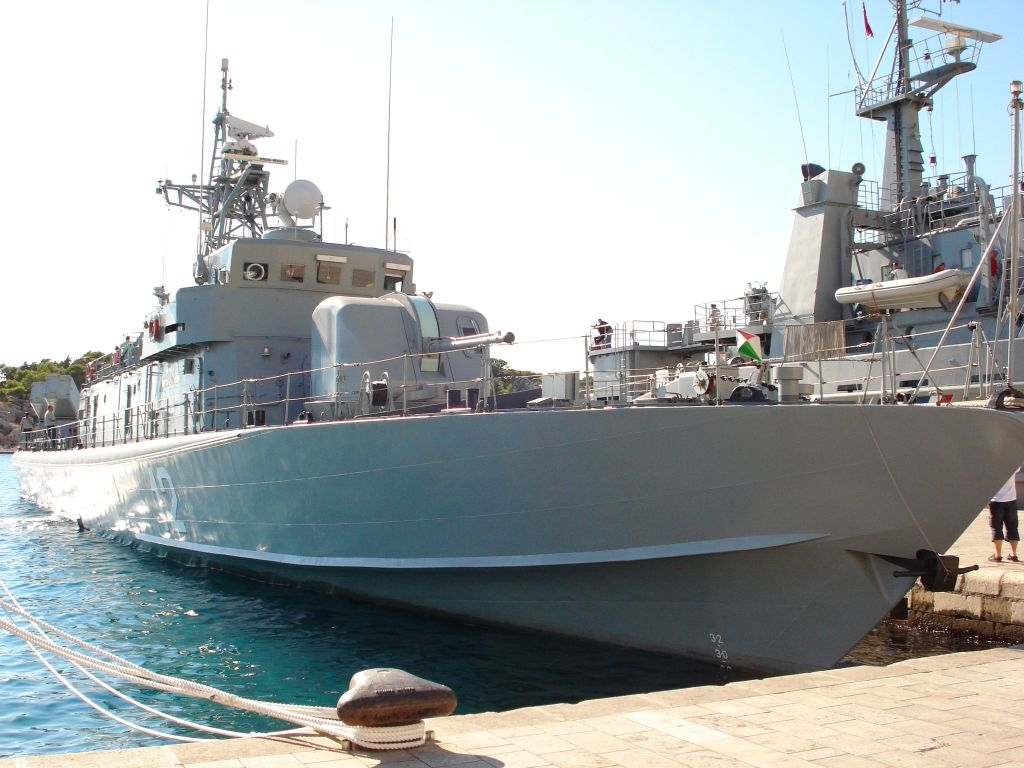
Ракетний катер Король Дмитар Звонимир
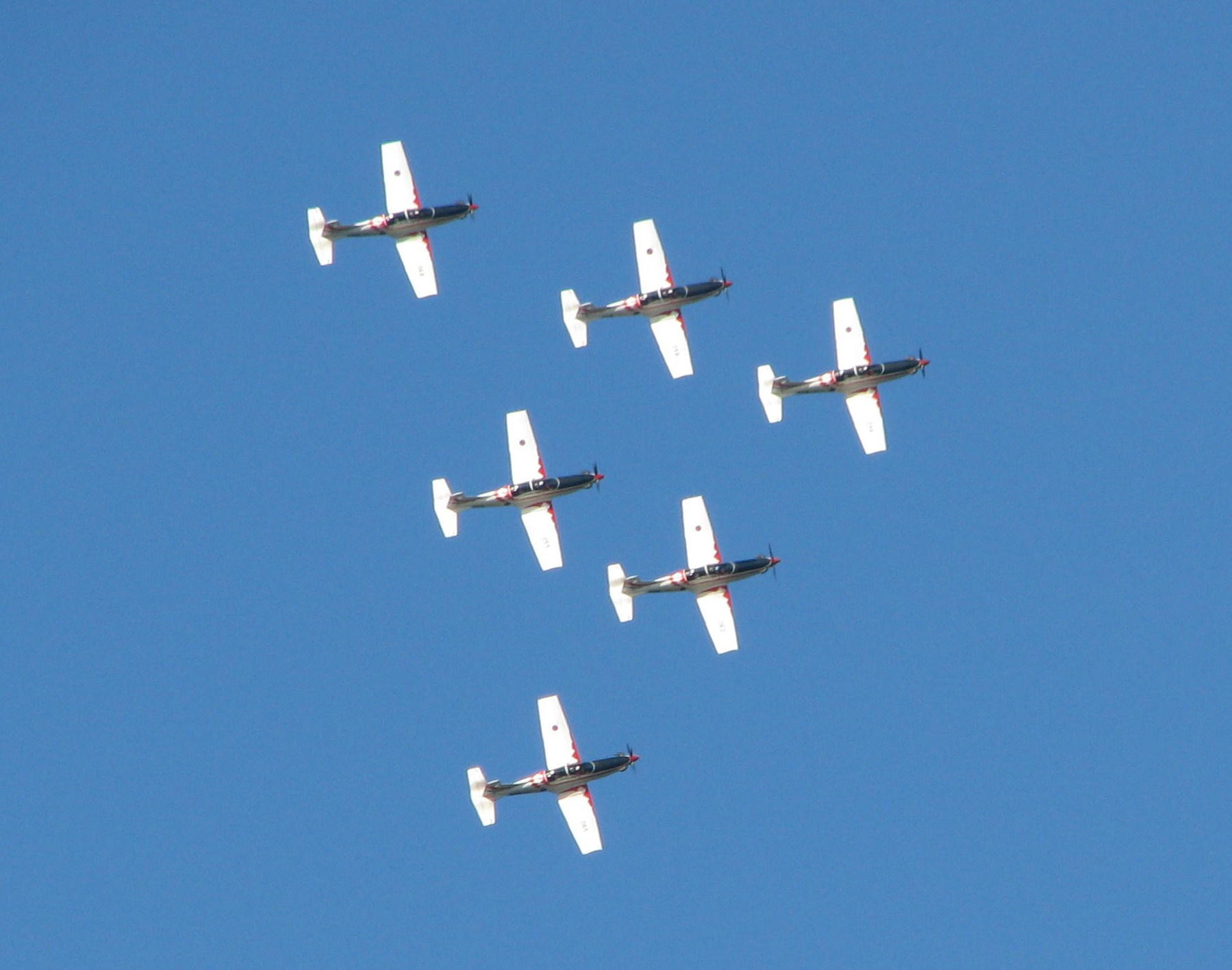
Авіагрупа вищого пілотажу Крила Бурі